# Panskyita
La panskyita és un mineral de la classe dels sulfurs. Rep el nom del massís de Pansky, a Rússia, on es troba la seva localitat tipus.

## Característiques
La panskyita és un sulfur de fórmula química Pd9Ag₂Pb₂S₄. Va ser aprovada com a espècie vàlida per l'Associació Mineralògica Internacional l'any 2020, sent publicada per primera vegada el 2021. Cristal·litza en el sistema tetragonal. És l'anàleg de plom de la thalhammerita.
L'exemplar que va servir per a determinar l'espècie, el que es coneix com a material tipus, es troba conservat a les col·leccions del Museu d'Història Natural de Londres (Anglaterra), amb el número de catàleg: bm2020,2.

## Formació i jaciments
Va ser descoberta a la intrusió per capes del sud de Kievey Fedorovo–Pana, dins el massís de Fedorovo-Pansky (óblast de Múrmansk, Rússia), on es troba en forma de petits grans anèdrics (de 0,5 a 10 μm) als intersticis dels silicats que formen roca, formant sovint petites inclusions en sulfurs de metalls base i complexos creixements amb altres minerals del grup del platí. Es tracta de l'únic indret de tot el planeta on ha estat descrita aquesta espècie mineral.